# Jean III de Montfaucon
Jean III de Montfaucon, mort entre le 13 ou 29 septembre 1372, est un seigneur d'Orbe et d'Échallens.

## Biographie

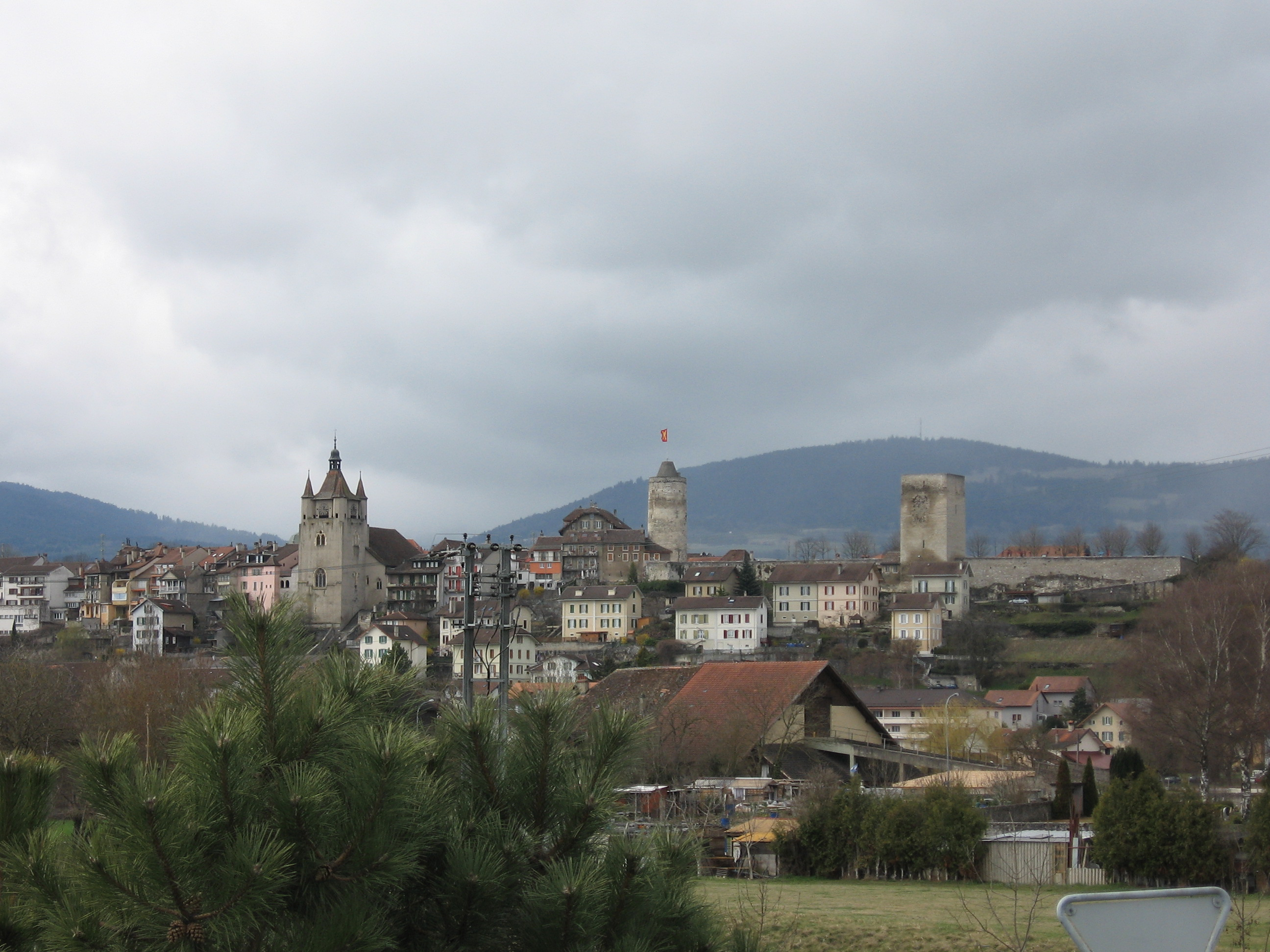
Vue du château d'Orbe

Jean de Montfaucon semble naître vers 1333[réf. nécessaire]. Il est le fils de Girard de Montfaucon et de Jacquette de Grandson[réf. nécessaire].
Il est âgé d'à peine vingt ans lors du décès de son père, à l'époque de graves troubles entre Louis de Neuchâtel et Henri de Montfaucon, alors comte de Montbéliard, tous deux parents. Cette querelle avait pris naissance lors du partage des biens Jeanne de Montfaucon, fille de Jean II de Montfaucon et première épouse de Louis. En 1354 les deux protagonistes cherchent à fortifier leur parti, tout naturellement Jean se rallie à son oncle Henri. La guerre va enflammer les montagnes du Doubs jusqu'à l'intervention de Philippe de Bourgogne.
En 1366, il part, en compagnie de son oncle Guillaume de Grandson, suivre Amédée VI de Savoie pour secourir le cousin de ce dernier, Jean V Paléologue, empereur de Constantinople. Six ans plus tard il suit à nouveau Amédée VI parti secourir le pape Grégoire XI alors en lutte contre les Visconti. Il meurt le 13 septembre 1372 à la bataille d'Asti sans enfant légitime : "le corps de Jean de Montfaucon fut apporté, sur un pavoys, au logis du comte de Savoie ; de la quelle mort tous les seigneurs furent très mal contents (chronique de Savoie)". L'héritage de Jean revient à son cousin Étienne de Montfaucon, sa mère Jacquette de Grandson en ayant l'usufruit.

## Famille
Il épouse en premières noces Archilande, fille d'Henri de Vienne sire de Mirebel, et de Marguerite de Bauffremont, puis en secondes noces Jeanne de Vergy. De ces deux mariages il n'eut pas d'enfants mais il avait eu toutefois un fils naturel nommé Guillaume.